# Spiegel (Fellzeichnung)

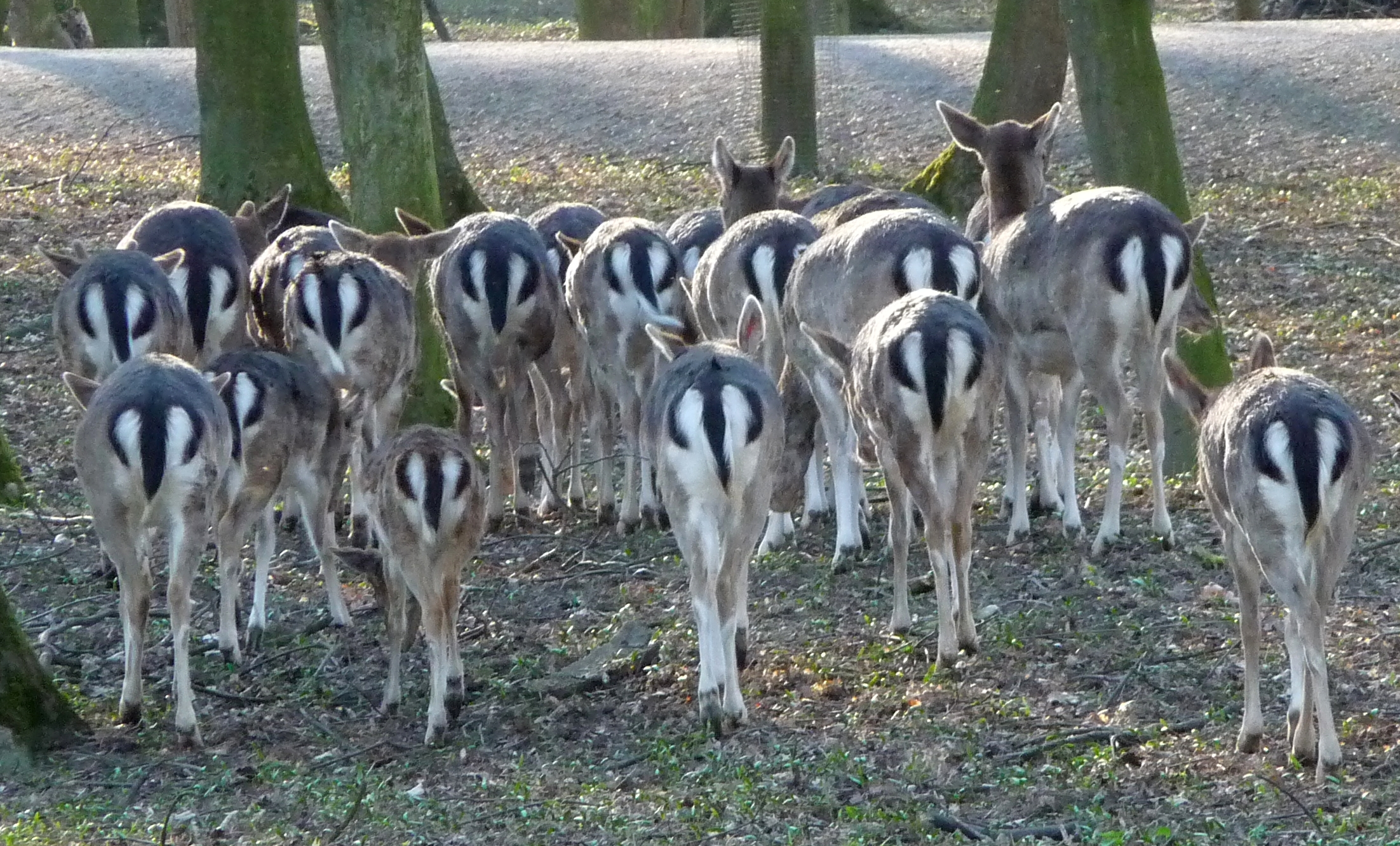
Spiegel bei einer Gruppe Damhirsche

Der Spiegel ist bei Huftieren ein weißer beziehungsweise heller Fleck entweder um den Anus oder eine hellere Zeichnung der Hinterseite des Oberschenkels. In der deutschen Jagdsprache wird der Spiegel beim Reh und beim Damhirsch auch als Scheibe bezeichnet. Er ist bei einigen Arten von meist schwärzlichen Haaren umrahmt und damit deutlich gegen die übrige Rückenpartie abgesetzt.
Dem Spiegel kommt eine Signalwirkung vor allem in der innerartlichen Kommunikation zu. Bei flüchtendem Rotwild dient er dazu, das Rudel zusammenzuhalten. Gut untersucht ist auch die Signalwirkung bei den sogenannten Feldrehen, einem Ökotypus des Rehs, die sich in ihrem Verhalten an ein Leben in der offenen, weitgehend deckungslosen Agrarsteppe angepasst haben. Die Angehörigen eines sogenannten Sprungs nehmen beim Ruhen grundsätzlich entgegengesetzte Positionen ein, die den Rundumblick gewährleisten. Wird ein Reh beunruhigt, steht es auf und spreizt die langen weißen Haare des Spiegels nach außen, so dass sich der Spiegel um mehr als das Doppelte vergrößert. In der Nähe befindliche Rehe werden dadurch auf die Störung aufmerksam und beginnen gleichfalls zu sichern. Die Flucht eines einzelnen Rehes löst die Flucht des ganzen Sprunges aus und kann sich sogar auf benachbarte Sprünge übertragen.

## Rossspiegel

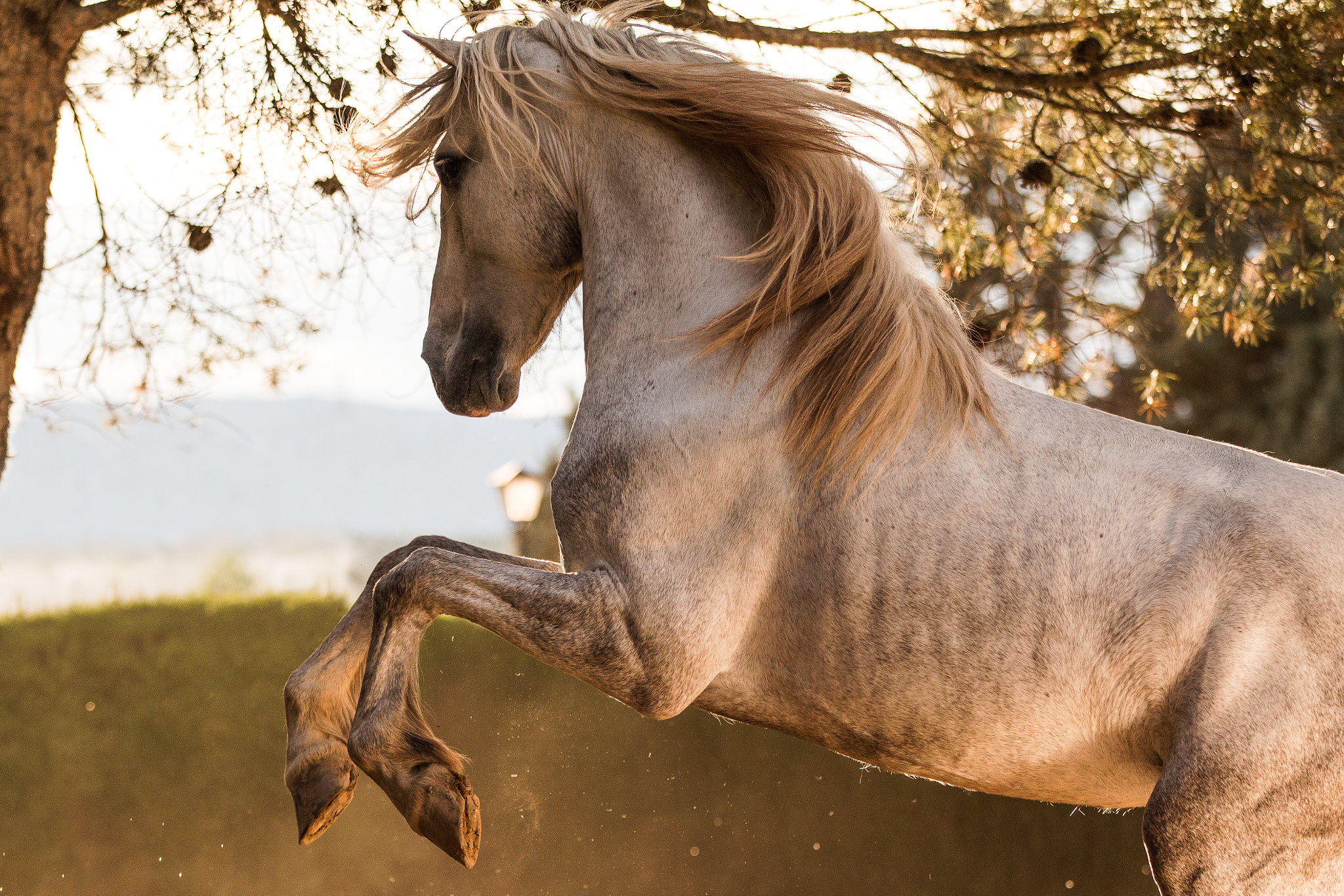
Oberhalb des Hinterbeines der Rossspiegel

Das charakteristische Merkmal der Einhufer ist der sogenannte „Rossspiegel“ in der Höhe des Hüfthöckers oberhalb der Hinterbeine. Er spielt eine wesentliche Rolle bei der Lederherstellung und der Verarbeitung der Fohlenfelle. In dieser Körperpartie ändert sich der Haarlauf, dies dient offenbar zum besseren Wasserablauf bei in ungeschützter Umgebung lebenden Tieren. Die geringste Ausdehnung hat der Spiegel beim neugeborenen Fohlen, im Vergleich dazu ist er bei einem anderen Unpaarhufer, dem Zebra, wesentlich großflächiger.
Auf der Fleischseite einer frisch abgezogenen Haut eines Einhufers sticht auch die Lederseite durch eine dunklere Färbung erheblich von der übrigen Haut ab. An der frisch abgezogenen Haut erwachsener großer Pferde ist der Spiegel fester und bis zu zweieinhalb Millimeter dicker als die übrige Haut. Bei der Ledergerbung verschwindet der Farbunterschied, das Leder ist dann hier glatter und blanker, was zu der Bezeichnung „Spiegel“ geführt haben soll.

## Einzelbelege
1. ↑  Osgyan, S. 163.
2. ↑  Stubbe, S. 161.
3. ↑  Christian Franke/Johanna Kroll: Jury Fränkel’s Rauchwaren-Handbuch 1988/89. 10. überarbeitete und ergänzte Neuauflage Auflage. Rifra-Verlag, Murrhardt 1988, S. 305.
4. ↑  Erna Mohr: Von Roßhäuten und Zebrafellen. In: Das Pelzgewerbe Nr. 4, 1964, Hermelin-Verlag Dr. Paul Schöps, Berlin u. a., S. 161–162.